# Бруствер
Бру́стверът (на немски: Brustwehr, от Brust – гръд и Wehr – защита) е насип във фортификационно съоръжение. Предназначено за удобна стрелба, защита от куршуми снаряди, а също и за укритие от наблюдението на противника; заедно с това бруствера служи за създаване на бойна позиция, а в укрепленията представлява и дополнителна преграда в случай на щурм. На вътрешната му страна се разполага барбета, а от външната – бермата.
Бруствер може да се изгради от желязо (брониран бруствер), камък, дърво и други подръчни строителни материали, а също и от тяхното съчетание, но най-често се използва обикновена пръст. Това е така, защото: пръст има почти навсякъде; изграждането му отнема по-малко време; при попадение на куршум или снаряд земята не прави допълнителни осколки, както камъка и дървото; земята е най-евтиният материал, който освен това остава след изкопаването на окопите и траншеите.
За приспособяването на бруствера за стрелба към него се приспособява стъпенка, на която хората стоят по време на стрелба. Тази стъпенка се нарича банкет или стрелкова стъпенка.
Долепената към бруствера горна част на крепостния вал, предназначена за поставяне на оръдия, се нарича валганг.